# Col·líbia d'hivern
La col·líbia d'hivern (Flammulina velutipes) és una espècie de bolet agarical de la família de les fisalacriàcies (Physalacriaceae). Té la cama vellutada i barret viscós i creix de manera natural a la fi de la tardor sobre les soques tallades i fusta morta de Celtis sinensis var. japonica, un arbre molt pròxim del lledoner.
Té una olor molt tènue.
Els conreadors d'aquest bolet no volen obtenir el mateix bolet que creix al bosc, puix que aleshores té un gust poc interessant. El conreen de manera que aconsegueixen que s'allargui molt la cama i que formi unes flotes amb el barret minúscul. Aleshores, el bolet desenvolupa una sabor molt atractívola.